# Кимерика

США и КНР на карте мира

Кимерика или Химерика (англ. Chimerica) — неологизм на основе словослияния, придуманный Нилом Фергюсоном и Морицем Шулариком, который описывает симбиотические отношения между Китаем (Ки-) и Америкой (-мерика), со ссылкой на легендарную химеру. Хотя этот термин в основной степени относится к экономике, у него есть также политическое содержание.

## Концепция
Историк Нил Фергюсон и экономист Мориц Шуларик впервые придумали этот термин в 2007 году, когда они заявили, что избыточные сбережения китайцев и чрезмерные траты американцев привели к слишком быстрому созданию богатства, и способствовали финансовому кризису 2007—2008 годов. В течение многих лет Китай накапливал большие валютные резервы и инвестировал их в государственные ценные бумаги США, что поддерживало номинальные и реальные долгосрочные процентные ставки на заниженном уровне в Соединённых Штатах. Фергюсон описывал Кимерику как единую экономику, на которую «приходится около 13 процентов поверхности суши в мире, четверть её населения, около трети её валового внутреннего продукта и где-то более половины глобального экономического роста за последние шесть лет». Он предполагал, что Химерика может закончиться, если Китай отделится от Соединённых Штатов, что приведёт к сдвигу в расстановке сил и позволит Китаю «направить своё внимание на другие сферы глобального влияния, от Шанхайской организации сотрудничества, членом которой является Россия, до её собственной неформальной зарождающейся империи в богатой сырьевыми товарами Африке».
Накопление Китаем американского долга привело к тому, что эти две страны оказались неразрывно связаны. Экономический симбиоз, возникший между этими двумя странами, предполагает, что разделение нанесёт вред обеим странам и будет иметь катастрофические последствия для мировой экономики. Ещё один способ измерить степень этой интеграции — торговый дефицит. Дефицит торгового баланса США с Китаем составил 295 миллиардов долларов в 2011 году, что означает, что США импортировали из Китая гораздо больше товаров и услуг, чем экспортировали в Китай. По оценке Института экономической политики, с 2001 по 2011 год США потеряли 2,7 миллиона рабочих мест, выведенных в Китай.
Идея Химерики занимает видное место в книге Фергюсона 2008 года и одноимённом телевизионном документальном фильме «Восхождение денег», в котором рассматривается история денег, кредита и банковского дела.
Концепция Chimerica вытеснила концепцию Nichibei — аналогично построенную японо-американскую экономическую модель и отношения, которые существовали во второй половине XX века.
В 2020 году Нил Фергюсон заявил об упадке и падении Кимерики, начавшемся вследствие глобального финансового кризиса, о наступлении Второй холодной войны и возложил ответственность за это на власти Китая. По мнению Фергюсона, когда в 2016 году «американский средний класс проголосовал за Трампа, это отчасти стало негативной реакцией на асимметричную отдачу от интеграции и глобализации. Экономические выгоды от Кимерики не только непропорционально достались Китаю, не только американский рабочий класс несоразмерно понёс расходы на неё, но теперь те же самые американцы увидели, что их избранные лидеры в Вашингтоне выступили в роли повивальных бабок при рождении новой стратегической сверхдержавы — претендента на глобальное господство, даже более грозного, поскольку экономически более сильного, чем Советский Союз». В то же время, российские аналитики отмечали, что в отличие от первой, вторая холодная война будет строиться не на идеологических, а на культурных различиях.

## В культуре
В 2013 году в театре Алмейда состоялась премьера спектакля «Кимерика» по пьесе британского драматурга Люси Кирквуд. В 2019 году по этой же пьесе был снят одноимённый сериал.